# علاج ترميمي عصبي
العلاج الترميمي العصبي NRT هو نموذج جديد للعلاج تألف من تجميع المؤلفات والبحوث بشأن كيفية تحسين حياة الأفراد الذين يعانون من طائفة واسعة من الاضطرابات العقلية والعاطفية والسلوكية– وبخاصة الأطفال والمراهقين. على الرغم من أن مصطلح «العلاج الترميمي العصبي» جديد، إلا أن أساس هذا النموذج ليس كذلك.
العلاج الترميمي العصبي ليس نموذجًا تحريميا، حيث أن الخطوط العريضة لكيفية إجرا العلاج غير واضحة. رجحان الأدلة يظهر أن العنصر الأكثر أهمية لنجاح العلاج ليس النهج أو التقنيات، ولكن الرعاية المهنية واختصاص الطبيب المعالج في التعامل مع العميل بطريقة داعمة وتسهيلية وشفائية. خارطة العلاج الترميمي العصبي توفر أفضل طريق لنمو الدماغ بصورة صحية ومرنة، ولكن يعتمد هذا على استخدام المساعد لمهاراته وخبراته، والتقنيات اللازمة لبدء رحلة العلاج.

## المباديء
العلاج الترميمي العصبي ليس برنامج أو تقنية، ولكن يُفضل وصفه كخارطة طريق تصف رحلة الشفاء وإصلاح العمليات العقلية التي تمنع الفرد من تحقيق الأهداف الشخصية والرضا الشخصي. يحدد العلاج الترميمي العصبي الهدف والمقصد النهائي للعلاج، ويوفر خارطة طريق ذا علامات واضحة على طول الطريق. لا يصف العلاج الترميمي العصبي الأساليب، والتقنيات، أو النهج التي هي هي بمثبة الوسيلة للعميل والمعالج لقطع طريق معًا. صُمم برنامج العلاج الترميمي العصبي خصيصًا لتحسين مهارات وقدرات المعالج بالاستفادة من معرفة المعالج، وتدريبه، وخبرته لمساعدة المريض في رحلة تعافيه. يحدد هذا النموذج ما يُحتاج إليه ي رحلة العلاج– مكونات العلاج الحاسم للتغيير الداخلي – وتشير إلى أن «معرفة إلى أين أنت ذاهب» هو المفتاح للوصول بنجاح إلى الوجهة.

## تاريخ
على الرغم من كون العلاج الترميمي العصبي مصطلح جديد نسبيًا، يعود تاريخ هذا النموذج إلى عقود عدة. تم تأسيس العلاج الترميمي العصبي في المعالجة المتكاملة للاضطرابات العقلية والعاطفية والسلوكية المتطرفة في الأطفال الصغار جدًا.استخدمت هذه العبارة لأول مرة في كتابات الطبيب النفساني، زيغلر، عند العمل مع الأطفال الذين تعرضوا لصدمات شديدة والاعتداء .وجد زيغلر أن دمج أبحاث الدماغ، نظرية التعلق، والرجوعية في علاج الصدمات أسفر عن نتائج غير متوقعة – تحسن وظيفي هام بعد وقف العلاج. هذا أدى به إلى الاستنتاج بأن التغيير (أي التغير العصبي) كان داخليًا بطبيعة الحال، ولم يكن مشروطاً بمكان أو فرد، أو الظروف البيئية. بعد سنوات من دراسة الأدلة القائمة على الممارسة، اتضح أن اتجاه العلاج أو نهج المعالج ليس هو العامل الحاسم في النتائج الإيجابية، ولكن بدلاً من ذلك فإن دمج عناصر التغيير الإيجابي للدماغ( التعلق، الرجوعية، علاج الصدمة في إطار وظيفة المخ) كثيرًا ما أد إلى تغيير «من الداخل إلى الخارج».

## عناصر متكاملة
الأركان الأربعة للعلاج الترميمي العصبي هي نمو الدماغ، والتعلق، والرجوعية، والعلاج من الصدمات. ويوفر تكامل جميع هذه المكونات التآزر الذي يؤدي إلى التغيير الإيجابي الأمثل للدماغ، والذي يوفر تغييرًا دائم المدى. من بين هذه الدعائم، كانت البحوث والمؤلفات في التعلق هي أقدم من الأربعة، وتعود إلى ما يقرب من نصف قرن. أخذت قدرة الفرد على الارتباط والتعلق بالآخرين بنجاح في النمو طالما يتم اكتساب المعلومات حول كيف يستطيع جسم الانسان -وخاصةً الدماغ- ينتظم ويتوائم مع التوتر. هناك الآن انبعاث جديد في التركيز على التعلق في عملية علاج لاأفراد والأزواج والأسر. يُظهر بحث الرجوعية أن الخبرات السلبية التي يواجهها كل فرد في الحياة هو المفتاح، ولكنها قدرة الفرد على التعامل والارتداد مرة أخرى من الحالات السلبية. تزداد أهمية الرجوعية ليس فقط في منشآت الصحة العقلية ولكن أيضا في المجالات التعليمية والمهنية والطبية. كانت الدعامة التي شهدت أكثر التدفق على مدى العقدين الماضيين هي تطور الدماغ. يسّرت المعلومات المتاحة من تقنية مسح الدماغ المتطورة تحديد الوقت الحقيقي لكيفية معالجة الدماغ والتفاعل مع التدخلات.حتى هذه النقطة، تتضاعف قدرتنا على فهم كيفية عمل الداغ كل عشر سنين. يعمل العلاج الترميمي العصبي على دمج المعلومات الحديثة على الدماغ خلال عملية الشفاء. بينما كان علاج الصدمة قديمًا كالتعلق، فإنه يأذ مزية الأبحاث الجديدة على الدماغ التي تستهدف إحداث التغيرات الإيجابية. بالنسبة للأفراد المحطمين نفسيًا، يكون علاج الصدمات النفسية هو الأساس، بينما يمثل التعلق والرجوعية وتطور المخ كمكونات مُضمنة في عملية العلاج الترميمي العصبي

## هل العلاج الترميمي العصبي ممارسة قائمة على الأدلة؟
في سلسلة الممارسات المستندة إلى الأدلة والأدلة القائمة على الممارسة، يقبع نموذج العلاج الترميمي العصبي في المنتصف. تُقيّد البحوث السببية عندما يتعلق الأمر بعزل المتغيرات عند التداخل مع العناصر المتكاملة. يسمح العلاج الترميمي العصبي باستخدام أي وكل الممارسات القائمة على الأدلة كوسيلة للعلاج، نظراً لأنه لا يوجد تقييد أو تحديد أي نُهج أو أساليب علاجية. يضع العلاج الترميمي العصبي المسؤولية على المعالج في كيفية تطبيق العملية العلاجية. الممارسات المستندة إلى الأدلة ينبغي أن تكون الممارسات القائمة على الأدلة أحد الاعتبارات الرئيسية لكل علاج.

## بحث
نظراً لأن العلاج الترميمي العصبي يتكون من تكامل مزيج من المكونات ومجموعة واسعة من الأساليب، فإن القيود المفروضة على الأبحاث السببية تجعل من الصعب تحديد ما إذا كان عنصر واحد من العملية أكثر أهمية من العناصر الأخرى. يعتمد العلاج الترميمي العصبي في الأساس على البحوث والمؤلفات المتعلقة بالدعائم الأربع التي تشكل الأساس النظري للنموذج. هناك مجموعة كبيرة من البحوث والمؤلفات فيما يتعلق بكيفية عمل الدماغ البشري. وقد أُجريت بحوث إضافية على العملية العصبية الخاصة بالتعلق. بالإضافة لذلك، هناك كمٌ هائلٌ من البحوث والمؤلفات المتعلقة بتأثير الصدمات النفسية على الدماغ.
يرتكز مفهوم الرجوعية على عدد من المهارات والمواقف، وقد اتسع الاهتمام مؤخرًا بواسطة علم النفس فيما يتعلق بمعرفة ما هو الصحيح مع الأفراد بدلاً من محاولة فهم ما هو الخطأ معهم. يرتكز أساس الرجوعية على التصديق بالنفس ووجود الثقة الشخصية والتمكن من الاتصال بطريقة إيجابية مع الآخرين والسماح للآخرين بالدعم. تلقى نظرية الرجوعية دعمًا بحثيًا قويًا. كما وُجد أن على القدرة على استعادة التوازن من الشدائد يكون عنصرا أساسيًا للقناعة الشخصية.
يمكن أن يكون التعلق أكثر من حظى بأكبر قدر من الكتابات التي تطورت على مدى فترة أطول من الزمن. يمثل العمل المبكر لجون بولبي والعمل اللاحق لماري أينسورث وماري مين الأساس لنظرية التعلق. دعمت الأبحاث الرابطة بين التعلق الأولي للطفل والنجاح أو الفشل الاجتماعي لاحقًا طوال السنوات الإنمائية وفي مرحلة البلوغ. كما وُجد أن التعلق أهو حد الجوانب الرئيسية لتنمية الدماغ المتصلة بالتكيف الاجتماعي، التحكم بالمزاج، الدافع، والمسؤولية، وتحديد الشخصية. مع نضوج الدماغ، يستند نمو المجالات العاطفية والحسية في الدماغ على مدى ما وصل إليه التعلق من جودة. ارتبط التعلق الضعيف المبكر بطائفة واسعة من المشاكل، بما في ذلك ضعف التنظيم الذاتي، ضعف المواكبة، والرجوعية الغير متطورة،  والنمو الغير الطبيعي للجانب الاجتماعي والمعنوي، وزيادة خطر الإصابة بالأمراض النفسية.
علاج الصدمات النفسية له أساس بحثي هام كذلك. من النصوص الكلاسيكية في هذا المجال الصدمة النفسية، وآثار التجارب الساحقة على العقل والجسد والمجتمع. لعدة عقود، تم توثيق رابطة بين الصدمات والمشاكل الطبية  والمشاكل النفسية والصعوبات النفسية. كما تبين مرارًا وتكرارًا أثر الصدمة على قدرة الأفراد على التعامل مع التوتر.
تم جمع الأدلة القائمة على الممارسة في نتائج بحوث جاسبر ماونتين فيما يتعلق باستخدام العلاج الترميمي العصبي في الأطفال الصغار المصابين بصدمات نفسية خطيرة.

## روابط خارجية
- Jasper Mountain 2010 Follow-up Report